# NGC 5388
NGC 5388 је ознака објекта на координатама са ректансцензијом 13h 58m 57,9s и деклинацијом - 14° 9" 3'. Открио га је Франк Милер, 4. маја 1886. Каснијим посматрањима на том положају није уочен никакав астрономски објекат.